# Містичні історії
«Містичні історії» — українська докудрама телеканалу «СТБ», знята «Film.UA». У різний час ведучими шоу були Павло Костіцин, Віктор Вержбицький, Євген Князєв, та Маріус Донкін.
Прем'єра першого сезону докудрами відбулася 4 березня 2010 року. Остання серія докудрами була показана 25 серпня 2016 року.

## Про проєкт
В основі кожної серії розказані містичні історії героїв, які в якийсь момент свого життя звернулися за допомогою до магів, біоенергетиків і екстрасенсів. Головне завдання програми — розібратися в кожній історії та знайти вихід, вдавшись до допомоги експертів: психолога, лікаря, священика. У кожній серії окрема історія героїв розглядається з різних кутів зору.
Кожна серія «Містичних історій» складається з двох епізодів, що не пов'язані один з одним. Ведучий є розповідачем кожної історії. В серіях у персонажів немає діалогів, вся розповідь будується на закадровому тексті ведучого. Кожен епізод перебивається коментарями експертів, які висловлюють свою точку зору з приводу тих чи інших подій, або вчинків героїв епізоду.

## Список епізодів

### 1 сезон
| Номер | Назва епізоду                | Режисер              | Оператор                     | Художник          |
| ----- | ---------------------------- | -------------------- | ---------------------------- | ----------------- |
| 1     | Візитер                      | Дмитро Малков        | Дмитро Плюта                 | Тарас Кузуб       |
| 2     | Будь людиною                 | Дмитро Малков        | Дмитро Плюта                 | Тарас Кузуб       |
| 3     | Не чіпайте мертвих           | Дмитро Малков        | Дмитро Плюта                 | Тарас Кузуб       |
| 4     | Весільна сукня               | Дмитро Малков        | Дмитро Плюта                 | Тарас Кузуб       |
| 5     | Проклятий сусід              | Дмитро Малков        | Дмитро Плюта                 | Тарас Кузуб       |
| 6     | Сусідська магія              | Дмитро Малков        | Дмитро Плюта                 | Тарас Кузуб       |
| 7     | Чарівне кохання              | Дмитро Малков        | Дмитро Плюта                 | Тарас Кузуб       |
| 8     | Чужий чоловік                | Ярослав Андрущенко   | Євген Адаменко               | Тарас Кузуб       |
| 9     | Живі та мертві               | Дмитро Малков        | Дмитро Плюта                 | Тарас Кузуб       |
| 10    | Прокляття тещі               | Ярослав Андрущенко   | Р. Богдан                    | Дмитро Шинкаренко |
| 11    | Пороблено                    | Євген Синельніков    | Дмитро Плюта                 | Тарас Кузуб       |
| 12    | Будинок Жахів                | Ярослав Андрущенко   | Євген Адаменко               | Тарас Кузуб       |
| 13    | Бабуся-кішка                 | Ярослав Ластовецький | Дмитро Плюта                 | Тарас Кузуб       |
| 14    | Вінець безшлюбності          | Ярослав Ластовецький | Дмитро Плюта                 | Тарас Кузуб       |
| 15    | Одночасно в різних просторах | Ярослав Андрущенко   | Дмитро Плюта                 | Дмитро Шинкаренко |
| 16    | Наречена лукавого            | Ярослав Ластовецький | Дмитро Плюта                 | Тарас Кузуб       |
| 17    | Ворожіння на життя           | Ярослав Андрущенко   | Євген Адаменко               | Дмитро Шинкаренко |
| 18    | Чорна вдова                  | Ярослав Ластовецький | Дмитро Плюта                 | Дмитро Шинкаренко |
| 19    | Остання сповідь              | Ярослав Андрущенко   | Євген Адаменко               | Дмитро Шинкаренко |
| 20    | Пікнік на кладовищі          | Ярослав Ластовецький | Науменко                     | Дмитро Шинкаренко |
| 21    | Помста                       | Ярослав Андрущенко   | Євген Адаменко               | Дмитро Шинкаренко |
| 22    | Свекрушина любов             | Ярослав Ластовецький | Науменко                     | Дмитро Шинкаренко |
| 23    | Життя за життя               | Ярослав Андрущенко   | Дмитро Плюта, Євген Адаменко | Дмитро Шинкаренко |
| 24    | Різдвяна казка               | Ярослав Ластовецький | Науменко                     | Дмитро Шинкаренко |
| 25    | Дельфіни                     | Ярослав Андрущенко   | Євген Адаменко               | Дмитро Шинкаренко |
| 26    | Верховний маг                | Ярослав Ластовецький | Науменко                     | Дмитро Шинкаренко |

### 2 сезон
| Номер | Назва епізоду            | Режисер            | Оператор       | Художник          |
| ----- | ------------------------ | ------------------ | -------------- | ----------------- |
| 1     | Кладовищенський приворот | Олег Бобало        | Євген Адаменко | Тарас Кузуб       |
| 2     | Блакитний місяць         | Мирослав Латик     | Дмитро Плюта   | Дмитро Шинкаренко |
| 3     | Ненароджена кара         | Мирослав Латик     | Євген Адаменко | Дмитро Шинкаренко |
| 4     | Смерть на відкуп         | Азім Туркменбаєв   | Артем Васильєв | Тарас Кузуб       |
| 5     | Бабусина кімната         | Ярослав Андрущенко | Євген Адаменко | Дмитро Шинкаренко |
| 6     | Красуня з лісу           | Олег Бобало        | Дмитро Тяжлов  | Тарас Кузуб       |
| 7     | Чаклуй баба, чаклуй дід  | Азім Туркменбаеєв  | Артем Васильєв | Тарас Кузуб       |
| 8     | Неспокійні сусіди        | Мирослав Латик     | Дмитро Плюта   | Шинкаренко        |
| 9     | Дзеркало вбивця          | Олег Бобало        | Євген Адаменко | Тарас Кузуб       |
| 10    | Бабуся-ороронниця        | Азім Туркменбаєв   | Артем Васильєв | Тарас Кузуб       |
| 11    | Рибалка                  | Ярослав Андрущенко | Дмитро Плюта   | Дмитро Шинкаренко |
| 12    | Подушка                  | Азім Туркменбаєв   | Артем Васильев | Тарас Кузуб       |
| 13    | Демон пристрасті         | Ярослав Андрущенко | Дмитро Кантер  | Дмитро Шинкаренко |
| 14    | Помста покійної дружини  | Олег Бобало        | Євген Адаменко | Тарас Кузуб       |
| 15    | Обручка нареченої        | Азім Туркменбаєв   | Нікіфоров      | Тарас Кузуб       |
| 16    | Дежавю                   | Мирослав Латик     | Євген Адаменко | Дмитро Шинкаренко |
| 17    | Проклята спадщина        | Мирослав Латик     | Дмитро Тяжлов  | Дмитро Шинкаренко |
| 18    | Негоснинна зустріч       | Азім Туркменбаєв   | Дмитро Кантер  | Тарас Кузуб       |
| 19    | Привиди минулого         | Ярослав Андрущенко | Дмитро Плюта   | Дмитро Шинкаренко |
| 20    | Сукня з секонду          | Азім Туркменбаєв   | Кольницкий     | Тарас Кузуб       |
| 21    | Ціна зради               | Мирослав Латик     | Євген Адаменко | Дмитро Шинкаренко |
| 22    | Русалка                  | Азім Туркменбаєв   | Нікіфоров      | Тарас Кузуб       |
| 23    | Дивна супутниця          | Ярослав Андрущенко | Дмитро Плюта   | Дмитро Шинкаренко |
| 24    | Огидна краса             | Ярослав Андрущенко | Дмитро Плюта   | Дмитро Шинкаренко |
| 25    | Мама                     | Олег Бобало        | Дмитро Тяжлов  | Тарас Кузуб       |
| 26    | Страшне кохання          | Олег Бобало        | Дмитро Тяжлов  | Тарас Кузуб       |
| 27    | Помста бабусі            | Олег Бобало        | Євген Адаменко | Тарас Кузуб       |
| 28    | Око за око               | Азім Туркменбаєв   | Нікіфоров      | Дмитро Шинкаренко |
| 29    | Сусідка                  | Ярослав Андрущенко | Євген Адаменко | Тарас Кузуб       |
| 30    | Вільне кохання           | Юрій Бреславский   | Андрій Яковлєв | Дмитро Шинкаренко |
| 31    | Кріпацьке кохання        | Олег Бобало        | Дмитро Тяжлов  | Тарас Кузуб       |